# Сантас, Апостолос
Апо́столос Са́нтас (греч. Λάκης (Απόστολος) Σάντας, также известный по псевдониму Ла́кис; 22 февраля 1922, Патры — 30 апреля 2011) — греческий коммунист, деятель греческого движения Сопротивления, который вместе с Манолисом Глезосом сорвал флаг нацистской Германии с Акрополя.

## Биография
Родился в Патрах, но в 1934 году с семьёй переехал в Афины. Образование получил на юридическом факультете Афинского университета имени Каподистрии.
В ночь на 31 мая 1941 года вместе с товарищем по подполью Манолисом Глезосом забрался на Акрополь и сорвал установленный на нём 27 апреля, после оккупации гитлеровцами, немецкий флаг со свастикой, находившийся под усиленной охраной. Это был первый акт сопротивления оккупантам в Греции, сделавший Глезоса и Сантаса национальными героями. Гитлеровцы же заочно приговорили их к смертной казни.
В 1942 году Апостолос Сантас вступил в Национально-освободительный фронт (ЭАМ), а в 1943 году — в партизанские отряды Народно-освободительной армии Греции (ЭЛАС), в рядах которых принял участие в нескольких сражениях с войсками Оси в Центральной Греции.
После британской интервенции и установления консервативного антикоммунистического режима за свои левые убеждения был арестован и отправлен в 1946 году во внутреннюю ссылку на остров Икария, затем, в 1947 году — на Пситалею, а в 1948 году — на печально известный остров Макронисос. Однако Сантасу удалось бежать в Италию, откуда он перебрался в Канаду, где ему предоставили политическое убежище. Из Канады Апостолос Сантас вернулся в 1962 году в Грецию, где жил до своей смерти 30 апреля 2011 года в афинской больнице «Сотирия».